# جي آي جوتا
جي آي جوتا هو نادي كرة قدم في جزر فارو تأسس عام 1926، وتم حل النادي في 2008. وألوان النادي هي الأزرق والأصفر.

## الإنجازات
- دوري جزر فارو الممتاز: 6
  - 1983، 1986، 1993، 1994، 1995، 1996
- كأس جزر فارو: 6
  - 1983، 1985، 1996، 1997، 2000، 2005

## سجل النادي في منافسات الاتحاد الأوروبي لكرة القدم
| المنافسة                  | المباريات | فوز | تعادل | خسارة | له | عليه |
| ------------------------- | --------- | --- | ----- | ----- | -- | ---- |
| دوري أبطال أوروبا         | 2         | –   | –     | 2     | –  | 11   |
| الدوري الأوروبي           | 14        | –   | 2     | 12    | 8  | 32   |
| كأس فائزي الدوري الأوروبي | 2         | –   | –     | 2     | 1  | 10   |
| كأس إنترتوتو              | 4         | 1   | –     | 3     | 2  | 8    |

## المدربين
| - بال غوذلغسون (1996–97) - كشيشتوف بوبتشزيكي (2002–05) |

## وصلات خارجية
- الموقع الرسمي